# Emel Dereli
Emel Dereli (Turquía, 25 de abril de 1996) es una atleta turca, especialista en la prueba de lanzamiento de peso en la que llegó a ser medallista de bronce europea en 2016.

## Carrera deportiva
En el Campeonato Europeo de Atletismo de 2016 ganó la medalla de bronce en el lanzamiento de peso, llegando hasta los 18.22 metros, siendo superada por la alemana Christina Schwanitz (oro con 20.17 m) y la húngara Anita Márton (plata con 18.72 metros).